# Episodi di My Life as Liz (seconda stagione)
La seconda stagione della serie televisiva My Life as Liz, prodotta da MTV Studios, negli Stati Uniti è stata trasmessa da MTV dall'8 febbraio 2011. In Italia la serie è stata trasmessa da MTV dal 5 luglio 2011 al 13 settembre 2011.
| nº | Titolo originale           | Titolo italiano                  | Prima TV USA     | Prima TV Italia   |
| -- | -------------------------- | -------------------------------- | ---------------- | ----------------- |
| 1  | Empire State of Mind       | Empire State of Mind             | 8 febbraio 2011  | 5 luglio 2011     |
| 2  | Lost and Found in New York | Perdersi a New York              | 15 febbraio 2011 | 5 luglio 2011     |
| 3  | The Morning After          | Il giorno dopo                   | 22 febbraio 2011 | 12 luglio 2011    |
| 4  | The Best Laid Plans        | Un piano quasi perfetto          | 1º marzo 2011    | 19 luglio 2011    |
| 5  | Three's a Crowd            | Una folla di tre persone         | 8 marzo 2011     | 26 luglio 2011    |
| 6  | You Can't Go Home Again    | Non puoi tornare di nuovo a casa | 15 marzo 2011    | 2 agosto 2011     |
| 7  | Save Our Sully             | Salvate Sully                    | 22 marzo 2011    | 9 agosto 2011     |
| 8  | New Leash On Life          | Un nuovo inizio                  | 29 marzo 2011    | 16 agosto 2011    |
| 9  | Love's a Drag              | Un amore di drag queen           | 12 aprile 2011   | 23 agosto 2011    |
| 10 | The Hurried Life           | Una vita di corsa                | 19 aprile 2011   | 30 agosto 2011    |
| 11 | Best In Show               | I più bravi                      | 26 aprile 2011   | 6 settembre 2011  |
| 12 | New Beginnings             | Nuovi inizi                      | 3 maggio 2011    | 13 settembre 2011 |

## Empire State of Mind
- Titolo originale: Empire State of Mind
- Diretto da:
- Scritto da: Lindsey Bannister

### Trama
Trasferitasi a New York per frequentare il corso d'arte al Pratt Institute, Liz non riesce ad ambientarsi alla vita nella grande città e non riesce nemmeno a stringere nuove amicizie. L'unico conforto le viene dato dai frequenti colloqui telefonici con Sully e il resto dei suoi amici. Nel frattempo la sua relazione a distanza con Bryson sembra affievolirsi. Un giorno, mentre si trova intenta a rovistare tra i rifiuti per un compito di trash art, Liz conosce Louis, un ragazzo casualmente di passaggio che si offre di aiutarla. Quando Liz viene a sapere che Bryson si è recato a New York a insaputa di tutti viene assalita da alcuni dubbi. Pensa invano di trovarlo a un concerto, ma all'uscita incontra invece Louis con il quale passa la serata. Dopo aver salutato Louis e meditando sul fatto che l'averlo incontrato possa essere un segno del destino, Liz si avvia presso il dormitorio ma ecco che compare Bryson...

## Perdersi a New York
- Titolo originale: Lost and Found in New York
- Diretto da:
- Scritto da: Lindsey Bannister

### Trama
Bryson dice a Liz di essere andato a New York per farle una sorpresa e per un colloquio per uno stage estivo. Quando le chiede di portarlo in giro per Brooklyn a conoscere la città Liz viene colta da imbarazzo, date le sue scarse frequentazioni e conoscenze del luogo. Alla fine Liz gli confessa le sue difficoltà e la sua solitudine, allora è Bryson ad approfittare della situazione e guidarla a spasso nella città per risollevarle il morale.

## Il giorno dopo
- Titolo originale: The Morning After
- Diretto da:
- Scritto da: Lindsey Bannister

### Trama
Dopo avere passato una intera giornata e una serata romantica in compagnia di Liz, Bryson il giorno dopo deve ripartire. Liz riesce finalmente a completare il progetto d'arte. Sully e gli altri amici di Liz recatisi in precedenza invano ad Austin, in Texas, per incontrare Bryson, nel frattempo scoprono che il ragazzo avrebbe un'altra fidanzata chiamata Lindsey e sono indecisi se comunicare o meno questo fatto a Liz. Il volo di Bryson viene rimandato e allora questi ne approfitta per passare un altro po' di tempo con Liz. Sully e i suoi amici mandano inavvertitamente un messaggio al telefonino di Liz con il quale le dicono che Bryson sta con un'altra. Quando la protagonista legge il messaggio, proprio mentre Bryson si accinge a salire sul taxi per ripartire, resta ovviamente perplessa e chiede a Bryson se ha qualcosa da dire (lui non sa nulla del messaggio ricevuto).

## Un piano quasi perfetto
- Titolo originale: The Best Laid Plans
- Diretto da:
- Scritto da: Lindsey Bannister

### Trama
Mentre Liz è intenta invano a ricercare un appartamento in cui trasferirsi, Bryson ha modo di chiarire con Sully e i suoi amici la questione riguardante la sua presunta relazione con Lindsey. Tra l'altro Liz, arrabbiata e contrariata per ciò di cui è venuta a conoscenza, decide di non rispondere più al telefono a Bryson e ai suoi vecchi amici. Intanto la protagonista continua a rafforzare la propria amicizia con Louis.

## Una folla di tre persone
- Titolo originale: Three's a Crowd
- Diretto da:
- Scritto da: Lindsey Bannister

### Trama
Liz sembra avere momentaneamente trovato ospitalità alloggiando da Louis, ma la sua presenza non è gradita dalla coinquilina che con il ragazzo forma anche una piccola band musicale. Nel frattempo Bryson e Sully, con uno stratagemma, riescono a contattare Liz tramite il telefono della madre, ma la protagonista ancora una volta non accetta di parlare con loro e chiude la chiamata. Senza essere ancora riuscita a trovare un posto in cui abitare, Liz decide allora di tornare a casa sua in Texas.

## Non puoi tornare di nuovo a casa
- Titolo originale: You Can't Go Home Again
- Diretto da:
- Scritto da: Lindsey Bannister

### Trama
Tornata a Burleson, Liz si rende conto di quante cose siano cambiate durante la sua permanenza a New York. Ma comunque sembra essere contenta di rivedere la sua nerd gang e di riabbracciare la sua mamma. L'unico che non vuole vedere è Bryson, il quale al contrario fa di tutto per rivederla e consegnarle un regalo. Sully annuncia a Liz la sua partenza per un campo scout, mentre durante la sua festa di diploma Taylor annuncia di volersi trasferire a New York per frequentare il college.

## Salvate Sully
- Titolo originale: Save Our Sully
- Diretto da:
- Scritto da: Lindsey Bannister

### Trama
Sully è in piena depressione per non aver conseguito la promozione come "guida" nel campo scout. Liz e i suoi amici, per tentare di risollevargli il morale e l'autostima, fanno in modo di coinvolgerlo in un piano per far riappacificare la protagonista con Bryson. Ma fra i due resta la tensione e, dopo avere finalmente aperto il regalo di Bryson, Liz decide di ripartire per New York.

## Un nuovo inizio
- Titolo originale: New Leash On Life
- Diretto da:
- Scritto da: Lindsey Bannister

### Trama
Liz torna a New York intenzionata a ricominciare per il verso giusto. Trasferitasi in un nuovo appartamento a Brooklyn insieme al suo amico Marc, la ragazza progetta di andare a un appuntamento con Louis. Sully e la nerd gang però le fanno una visita a sorpresa e, proprio mentre Liz si appresta ad andare a cena con Louis, decidono di unirsi anche loro ai due ragazzi. Durante la cena Louis viene tempestato di domande dal sospettoso Sully, ma dopo una divertente visita a una sala giochi il clima si rasserena. Sully e i suoi amici però mostrano un certo imbarazzo verso Liz, dato che loro sanno della presenza di Bryson a New York per uno stage.

## Un amore di drag queen
- Titolo originale: Love's a Drag
- Diretto da:
- Scritto da: Lindsey Bannister

### Trama
La nerd gang è sempre più imbarazzata e non riesce a dire a Liz della presenza di Bryson a New York. Nel frattempo Liz è impegnata ad aiutare Marc per la preparazione del suo spettacolo da drag queen, che rappresenterà anche il primo appuntamento ufficiale di Liz con Louis. Mentre Sully, con l'aiuto di Louis, incontra Marlene e se ne innamora, Miles e Troy raggiungono Bryson invitandolo insieme a due ragazze allo spettacolo di Mark... ed ecco così che Bryson e Liz si incontrano inavvertitamente.

## Una vita di corsa
- Titolo originale: The Hurried Life
- Diretto da:
- Scritto da: Lindsey Bannister

### Trama
È l'ultimo giorno della nerd gang a New York e tutto il gruppo di amici è impegnato a seguire Miles nel suo progetto di cose da realizzare. Liz e Bryson passano l'intera giornata insieme fra continui battibecchi. Con una scusa Sully evita di fare compagnia al gruppo per potere incontrare Marlene, riuscendo a fare amicizia con la ragazza grazie all'aiuto di Louis. Bryson scopre che Liz frequenta Louis e quando la nerd gang si appresta a partire ecco arrivare Taylor a New York.

## I più bravi
- Titolo originale: Best In Show
- Diretto da:
- Scritto da: Lindsey Bannister

### Trama
Liz decide di aiutare Louis cantando insieme a lui in una festa con tema gli anni ottanta, superando il suo imbarazzo di esibirsi davanti a un pubblico numeroso. Questa occasione rafforza ulteriormente la relazione fra i due, proprio mentre Bryson sta tentando di recuperare il suo rapporto con Liz. Louis invita Bryson alla festa, ma quest'ultimo dopo avere visto Louis e Liz baciarsi dietro le quinte abbandona deluso la festa. Intanto, rientrato nel Texas, Sully cerca di guadagnare con l'aiuto dei suoi amici un po' di denaro per tornare a trovare Marlene a New York. Alla fine sarà sua madre ad aiutarlo a realizzare il viaggio.

## Nuovi inizi
- Titolo originale: New Beginnings
- Diretto da:
- Scritto da: Lindsey Bannister

### Trama
Louis annuncia a Liz la sua partenza per un tour della durata di tre mesi, prospettandole una relazione a distanza. Dopo avere ricevuto un misterioso appuntamento, Liz si interroga se l'autore sia stato Louis o Bryson. All'appuntamento si presenta invece Sully che, giunto a New York per dichiararsi a Marlene, vuole far sapere a Liz di essersi innamorato di un'altra ragazza. Alla fine Bryson, spinto da Sully, decide di confessare i propri reali sentimenti a Liz. Sully fa sapere a Liz che Marlene vuole rimanergli soltanto amica.